# Luchthaven Riga
Riga International Airport (IATA: RIX, ICAO: EVRA) (Lets: Starptautiskā lidosta "Rīga") is de grootste luchthaven van Letland en tevens van de Baltische staten. De luchthaven ligt ten westen van de hoofdstad Riga op het grondgebied van de gemeente Mārupes novads. Het is de hub voor airBaltic, SmartLynx Airlines, RAF-Avia en is een basis van Wizz Air. 
De Letse regering heeft plannen gemaakt om de luchthaven uit te breiden, om zo 20 miljoen passagiers per jaar te kunnen handelen. Er zijn plannen voor hotels, parkeerplaatsen, een tweede pier, een tweede startbaan, nieuwe vertrekhallen, een nieuwe verkeerstoren, en een snelle openbaar vervoerverbinding naar het centrum van Riga. De bouw van de nieuwe pier is reeds gestart. De oude landingsbaan wordt nu verlengd tot 3200 meter waardoor de luchthaven zou kunnen handelen met bijvoorbeeld de Boeing 747, 767, 777 en de Airbus A340.